# Shanksville
Shanksville è un comune degli Stati Uniti d'America, nella Contea di Somerset, nello Stato della Pennsylvania. Conta 245 abitanti ed è parte dell'Area Statistica Metropolitana (Metropolitan Statistical Area) di Johnston.
La città balzò all'attenzione dell'opinione pubblica internazionale durante gli attentati dell'11 settembre 2001, quando il volo United Airlines 93 si schiantò in un campo poco distante.

## Storia
La città venne fondata nel 1798 dalle famiglie Shank e Wendel, immigrate negli anni precedenti dalla Germania negli Stati Uniti. Il nome deriva da Christian Shank, il costruttore della prima baita. Le lingue parlate erano prevalentemente il tedesco o il cosiddetto Pennsylvania Dutch. Meno frequente, ma usato, l'inglese.
Il suo sviluppo fu molto lento: ancora nel 1829 le case erano molto poche ed erano stati costruiti solo un negozio, un mulino e due segherie. Il primo ufficio postale venne aperto solo nel 1874. Dopo il 1840, la città iniziò ad ingrandirsi, con la costruzione di chiese, negozi e botteghe artigianali (in special modo di burro) e l'arrivo di carpentieri, medici ed insegnanti.
Nella prima parte del XIX secolo, varie epidemie di difterite colpirono Shanksville, uccidendo moltissimi bambini. Il 1859 fu un anno duro, a causa del freddo che distrusse quasi completamente il raccolto. La carestia venne evitata solo grazie ad un raccolto record di grano saraceno (circa 183.000 bushel, all'incirca 5.000 tonnellate).
Il 23 agosto 1899 scoppiò un grave incendio che distrusse il ponte coperto e cinque edifici su Bridge Street. Il 25 gennaio 1913 Shanksville venne costituita in municipalità.
Il 6 giugno 1917 un ciclone colpì la vicina cittadina di Stonycreek, oggi ricompresa nel borough. Il 17 marzo 1936, subì la più grave alluvione della sua storia.

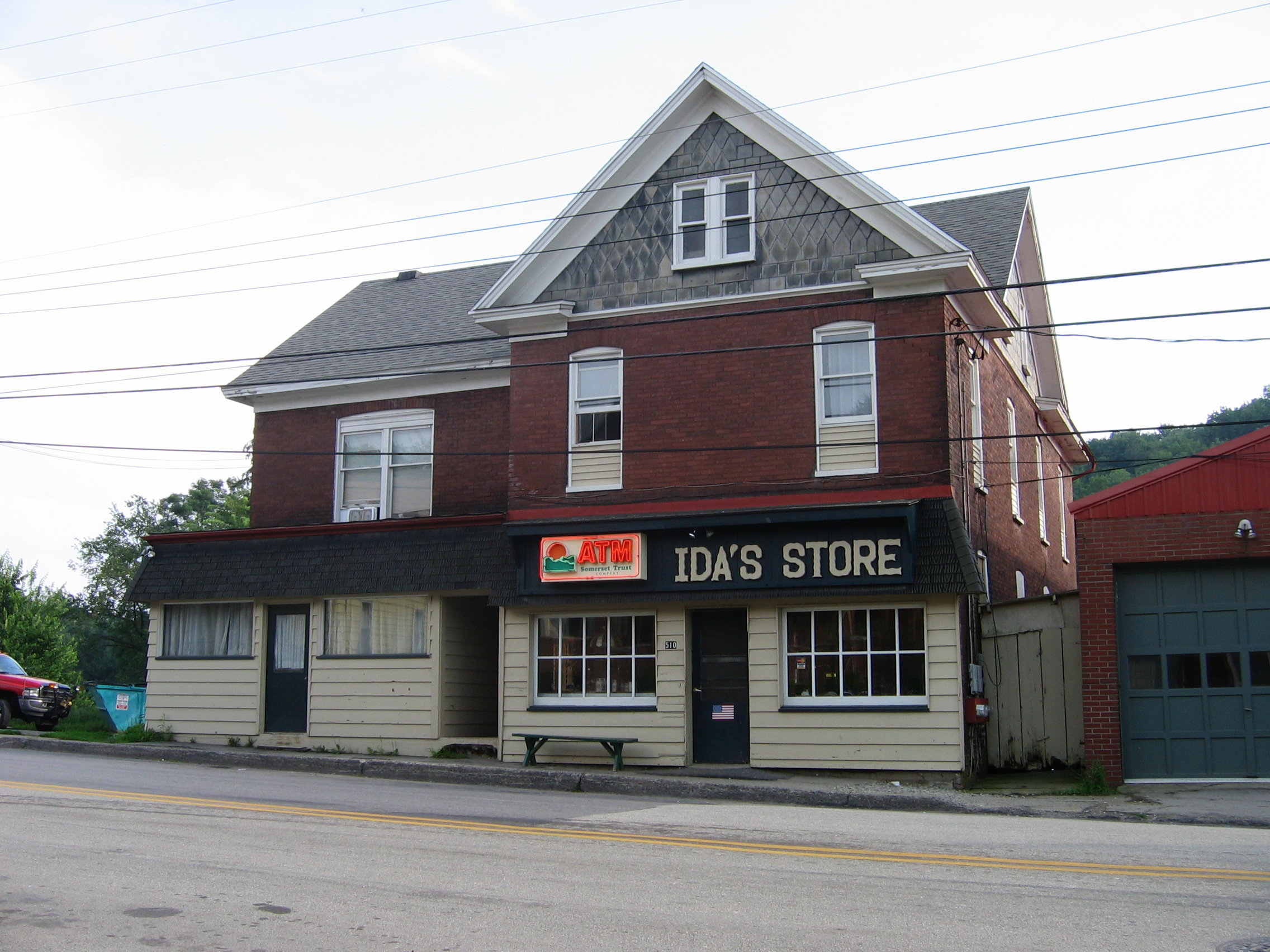
Ida's Country Store, il negozio principale di Shanksville

Oggi è una cittadina prevalentemente residenziale. I principali negozi sono una piccola stazione di servizio - la Breaner's Marine - ed un negozio di souvenir - l'Ida's Country Store. Ci sono anche due chiese: la Shanksville United Methodist Church, di fede metodista, e la St. Mark Luteran Church, di fede luterana.
L'11 settembre 2001 il volo United Airlines 93 si schiantò circa 3 chilometri a nord di Shanksville, vicino alla cittadina di Stonycreek. Un memoriale temporaneo venne posto su una collina a circa 450 metri dal luogo dello schianto. Nel 2011 è stata completata la costruzione del monumento commemorativo definitivo, che sorge sul luogo dell'impatto.

## Geografia fisica
Shanksville occupa un'area di appena 0,5 km² ed è la settima cittadina più alta della Pennsylvania (circa 679,7 metri).
Ci sono tre dighe nell'area: la diga Hen Glessner, la diga Harvey Glessner e la diga Walker.
Shanksville è attraversata dal fiume Stonycreek, così chiamato da Christian Shank intorno al 1750 per il suo ampio canale roccioso.

## Società

### Evoluzione demografica
In base all'ultimo censimento del 2000, risultano residenti nel borgo 245 persone, 96 abitazioni e 65 nuclei familiari. La densità della popolazione è di 525,5 abitanti per km². Risultano 100 unità abitative con una densità di 214,5 per km². Il sobborgo è composto esclusivamente da bianchi.
La popolazione è così suddivisa: il 26,5% è sotto i 18 anni, il 10,2% compreso fra 18 e 24, il 28,2% compreso fra 25 e 44, il 19,6% fra 45 e 64 e il 15,5% ha 65 anni o oltre. L'età media è di 36 anni. Ogni 100 donne ci sono 94,4 maschi (percentuale che decresce a 93,5 se rapportata alle donne con più di 18 anni).
Su 96 abitazioni, il 22,9% è occupato da persone sole, il 9,4% da persone sole con più di 65 anni e il 54,2% da coppie sposate. Il 12,5% è abitato da una donna senza marito, il 32,3% da famiglie con figli minorenni e il 28,1% da non-famiglie. La media di occupanti è di 2,55, che sale a 3,06 nelle case abitate da famiglie.
Il reddito medio per abitazione è di circa 29.980 dollari, quello per famiglia di circa 40.833 dollari. Gli uomini hanno un reddito medio di circa 25.250 dollari, le donne di circa 22.917. Il reddito pro capite della città è di circa 14.500 dollari. Circa il 4,8% delle famiglie e il 9,1% della popolazione complessiva è sotto la linea di povertà, incluso il 4,7% della popolazione con meno di 18 anni e il 12,5% della popolazione con 65 anni o più.